# ファースト・マリナー・アリーナ
CFGバンク・アリーナは、メリーランド州ボルチモアにある屋内競技場。

## 概要
オープンは1962年、当時はボルチモア・シビック・センターの名称でこけら落とされた。その後1980年代には港の再開発で大改修工事を行い、名称もボルチモア・アリーナに変更された。現在は民間都市会社SMGが管理されている。
2004年10月、ファースト・マリナー銀行が10年間の命名権契約によりファースト・マリナー・アリーナと呼ばれていた。
かつてはNBAのボルティモア・ブレッツの本拠地として使用されたほか、2006年のミスUSA、2008年にはWWEのバックラッシュなどが開催された。また、2004年にはL'Arc〜en〜Cielのコンサートが行なわれた。LIVE IN U.S.A 〜at 1st Mariner Arena July 31, 2004〜参照。
2014年9月、メリーランド州ボルチモアに本社を置くコンビニエンスストアチェーンの「ロイヤルファームズ」が命名権を取得し、ロイヤル・ファームズ・アリーナと名称変更された。

## 外部サイト
- 公式サイト

| 開催イベントとテナント              | 開催イベントとテナント                     | 開催イベントとテナント    |
| ----------------------------------- | ------------------------------------------ | ------------------------- |
| 先代 シカゴ・コロシアム             | ボルティモア・ブレッツの本拠地 1963 – 1973 | 次代 キャピタル・センター |
| 先代 マディソン・スクエア・ガーデン | NBAオールスターゲーム 開催場 1969          | 次代 ザ・スペクトラム     |